# Бентковский, Владислав
Влади́слав Бентковский (пол. Władysław Bentkowski; 24 сентября 1817, Варшава — 2 октября 1887, Познань) — польский военный деятель, журналист, редактор и издатель, революционер.

## Биография
Был вторым сыном в семье Феликса Бентковского. Окончил Варшавский лицей. На момент начала Польского восстания 1830 года ему было тринадцать лет, поэтому, несмотря на горячее желание, он не был зачислен в солдаты (повстанцы принимали в свои ряды только начиная с 15-летнего возраста), однако сбежал из дома и всё равно принял участие в битве при Грохове и в обороне редута Воля от войск под командованием генерала Паскевича.
После поражения восстания окончил школу и поступил в Кёнигсбергский университет изучать право, но вскоре по состоянию здоровья оставил учёбу и в 1840 году вернулся в Варшаву, где получил место прокурора, которое, однако, его не устроило. В том же 1840 году он отправился в Италию, чтобы подлечить лёгкие, по возвращении в 1842 году некоторое время управлял фермой отца в Груеце, что его также не привлекло. В 1843 году переехал в великое княжество Познанское, где поступил на военную службу в размещённую в Познани 5-ю артиллерийскую бригаду прусской армии и тогда же был зачислен в инженерную и артиллерийскую школу в Берлине. В 1845 году получил звание подпоручика, а в 1847 году, после завершения обучения, был произведён в поручики и направлен на службу в гарнизон Швейдница.
В 1848 году он вышел в отставку, полученную с большим трудом после его заявления о нежелании служить в прусской армии, жестоко подавившей в том же году антипрусские выступления среди поляков. Он вернулся в Познань и в течение короткого времени работал там редактором польскоязычной газеты «Gazeta Polska». В мае 1849 года отправился в Венгрию, где принял активное участие в антиавстрийском восстании и в звании капитана сражался в битве при Тимишоаре. После поражения венгерского восстания он через Константинополь и Марсель вернулся в Познань, где снова работал журналистом в различных журналах и был также одним из редакторов энциклопедии Оргельбранда. 
В 1852 году он начал свою политическую карьеру в качестве члена прусского парламента в Берлине, сохранив это место на протяжении 11 лет и активно отстаивая на нём интересы поляков.
После начала январского восстания 1863 года в Царстве Польском Бентковский отказался от депутатского мандата, покинул Познань и присоединился к восстанию, в силах которого занял должность начальника штаба Мариана Лангевича. После поражения сил Лангевича нашёл убежище в Кракове. Вернулся в Познань в 1865 году, но был арестован и приговорен к одному году заключения под стражей в крепости Магдебург. После отбытия наказания вновь поселился в Познани, где работал кассиром в банке «Tellus».
В 1868 году после смерти Хипполита Цегельского был назначен управляющим его имуществом и юридическим опекуном над его детьми; вёл дела с большим успехом, увеличив производительность заводов и активы Цегельского. Одновременно участвовал в работе познанского Общества друзей наук.
Никогда не имел семьи и умер в Познани, где и был похоронен.
Бентковский был одним из основателей известной газеты «Dziennik Poznański». За трактат на латыни «Vicissitudines comitiorum in Polonia stirpe jagellonica regnante explicentur» (написанный в 1839 году, во время обучения в университете) он получил двойную медаль от лейпцигского общества Яблоновского, напечатавшего исследование Бентковского в VIII томе своего повременного издания. Кроме того, Бентковский перевёл «Историю Англии» Маколея, в 1859 году издал сочинение «Sprawa polszczyzny w ogloszeniach urzędowych wielkiego księstwa Poznańskiego, pod sąd filologów oddana» и писал статьи о военном искусстве в «Польской энциклопедии» Оргельбранда.